# Emirat de Diriyah
L'Emirat de Diriyah (àrab: إمارة الدرعية, Imārat ad-Dirʿiyya), també conegut com a Primer Estat saudita (àrab: الدولة السعودية, ad-Dawla as-Saʿūdiyya), va ser un regne àrab de la Casa de Saüd, que entre 1744 i 1818, quan va caure a la fi de la Guerra Otomana-Wahhabi, havia aconseguit el control de la major part de la península Aràbiga. Va néixer l'any 1744 (1157 AH, anno hegirae), quan l'emir de Al-Diriyya Muhàmmad ibn Saüd (nomenat «Ibn Saud») va concloure un pacte amb l'imam Muhammad ibn Abd-al-Wahhab (nomenat «Ibn Abd al-Wahhab») per promoure la doctrina d'aquest, el wahhabisme, que tenia com a objectiu tornar a l'Islam original, i unir novament les tribus nòmades d'Aràbia. El matrimoni entre el fill de Saüd, Abd-al-Aziz ibn Muhàmmad, i la filla de l'imam va ajudar a tancar el pacte entre les seves famílies.
Aquesta sobirania política i religiosa va voler purgar Aràbia de pràctiques herètiques i desviacions d'Islam ortodox com ells ho entenien. Aquest esforç conjunt va ser vist pels wahhabíes com la restauració de la creença bàsica en el Tawhid. Pràctiques com oferir oracions a figures santes o els pelegrinatges a tombes i mesquites especials, o a arbres, coves i pedres venerables, van ser suprimides sota el seu govern, i des de l'establiment d'aquest Primer Estat saudita, cap d'aquestes pràctiques ha estat observada novament a l'Aràbia Saudita. L'any 1744, tant Muhammad bin Abd Al-Wahhab com Muhàmmad ibn Saüd van fer un jurament per aconseguir el seu objectiu.
El nou estat es va estendre gradualment a una gran part de la península aràbiga, però va ser destruït per tropes de l'Imperi Otomà liderades per Ibrahim Paixà d'Egipte el 1818.

## Història

### El pacte de Diriyah
El primer estat saudita va néixer a Diriyah el 1744. El xeic Muhammad ibn Abd-al-Wahhab estava aleshores cercant un braç armat per difondre la seva doctrina islàmica fonamentalista derivada del salafisme. Aquest braç armat li era de fet necessari, ja que havia estat expulsat pels summes sacerdots de La Meca que no podien tolerar la seva doctrina revolucionària, el rigor de la qual era a la vegada una amenaça als seus privilegis i un insult a la seva mena de vida. Es va refugiar a Dariyah on es va reunir amb l'emir local, Ibn Saüd —besavi d'Abd-al-Aziz ibn Saüd, el fundador de la moderna Aràbia Saudita—, que cercava una doctrina religiosa per donar legitimitat a les seves conquestes guerreres. Van establir un pacte per difondre el que més tard va ser nomenat wahhabisme saudita i per unificar els clans d'Aràbia sota una mateixa bandera. Per segellar la seva aliança, Ibn Abdelwahhab va donar una de les seves filles en matrimoni a un fill d'Ibn Saüd.

### Conquesta de la península aràbiga
Sota el comandament de Muhàmmad ibn Saüd, i després de moltes campanyes militars, les forces saudo-wahhabites van prendre el control de la regió de Diriyah. Mentre, Muhammad ibn Abd-al-Wahhab va escriure cartes a persones i estudiosos perquè entressin en el camp de la jihad, a través del debat i el treball acadèmic, per eliminar elements de politeisme que existien a països com l'Iraq, Egipte, l'Índia, el Iemen i Siriana. Després de la mort el 1765 de Muhàmmad ibn Saüd, el seu fill Abdul Aziz va continuar la tasca empresa pel seu pare i va sotmetre aviat Nejd i va estendre la seva influència a la costa est de la península aràbiga, en una franja que anava des de Kuwait fins a la frontera nord d'Oman. Van perpetrar atacs] en les fronteres de l'Iraq i de Síria, el que va portar al saqueig de la ciutat sagrada xiïta de Karbala, el 1802. Aquí van destruir làpides de sants i monuments, que consideraven actes de politeisme.
El 1803, ja onze anys després de la mort de Muhammad bin Abd Al-Wahhab, el fill d'Abdul Aziz, Saüd, el va succeir i va enviar forces per conquerir els altiplans de la Regió d'Asir i la de Hijaz. Taif va ser la primera ciutat capturada, i després les dues ciutats santes de La Meca i Medina. Defensant un monoteisme estricte, van destruir els diferents ídols i les tombes de sants, i també la de Mahoma. La casa de Saüd i els seus aliats havien arribat ràpidament a convertir-se en la sobirania dominant a Aràbia: l'Imperi Otomà, que exercia la sobirania sobre les ciutats santes des de 1517, va veure caure el seu prestigi i el va considerar com un gran desafiament a la seva autoritat.

### La resposta otomana i declinar de la sobirania
Els otomans van encomanar la tasca de destruir el domini de la casa de Saüd al poderós virrei d'Egipte, Mehmet Alí. Aquest va iniciar la guerra otomà-saudita el 1811 enviant les seves tropes per la mar Roja a la regió d'Hejaz que va conquerir. El seu fill, Ibrahim Baixá, que comandava les forces otomanes al cor de Najd, va anar reconquistant la regió ciutat rere ciutat, amb saquejos generalitzats que continuen presents en la memòria col·lectiva de Najd. El successor de Saüd, el seu fill Abdullah bin Saüd, va ser incapaç d'evitar la reconquesta de la regió. Finalment, Ibrahim va arribar a la capital saudita a Al-Diriyya i la va posar sota setge durant alguns mesos fins que es va retre al setembre de 1818.
Ibrahim va capturar i va embarcar a molts membres dels clans d'Al-Saüd i d'Al Wahhab cap a Egipte i la capital otomana de Constantinoble. Abans d'anar-se'n va ordenar la destrucció sistemàtica de Diriyah, les ruïnes de la qual s'han mantingut intactes de llavors ençà. L'últim imam saudita, Abdullah bin Saüd, després de ser humiliat i carregat de cadenes, va ser executat posteriorment en la capital otomana de Constantinoble, estant després el seu cap tallat i llançat a les aigües del Bòsfor, el que va marcar el final del que es coneix com el Primer Estat Saudita.
Tanmateix, tant el moviment salafi com alguns membres del clan d'Al Saüd van sobreviure i van renovar el seu compromís de fundar l'Emirat de Najd, el Segon Estat Saudita, que va durar des de 1824 fins a 1891, i més tard un tercer estat, l'actual regne de l'Aràbia Saudita, que continua governant fins al dia d'avui.

## Governants del primer estat saudita (Imams)
- Muhàmmad ibn Saüd 1726-1744 (emir de Diriyah), 1744-1765 (imam de l'Estat saudita)
- Abd-al-Aziz ibn Muhàmmad 1765-1803 (1179-1218 H)
- Saüd ibn Abdul Aziz ibn Muhàmmad ibn Saüd (Saüd Al Kabeer) 1803-1814 (1218-1233 H)
- Abdullah bin Saud 1814-1818